# Cornelia Oschkenat
Cornelia Oschkenat, z domu Riefstahl (ur. 29 października 1961 w Neubrandenburgu) – wschodnioniemiecka płotkarka, uczestniczka letnich igrzysk olimpijskich w Seulu (1988).
Największe sukcesy święciła w hali gdzie ustanowiła siedem rekordów świata, sześć w biegu na 50 m przez płotki oraz jeden na dystansie 60 m przez płotki. Największa przegrana igrzysk w Seulu. Od startu biegła na medalowej pozycji, na jednym z ostatnich płotków potknęła się, straciła rytm biegu i jednocześnie zerwała mięsień. Ostatecznie dobiegła do mety ostatnia. W 1990 zakończyła karierę.

## Rekordy życiowe
- bieg na 50 m przez płotki – 6,58 (1988) aktualny rekord świata
- bieg na 60 m przez płotki – 7,73 (1989) były rekord świata, 9. wynik w historii
- bieg na 100 m przez płotki – 12,45 (1987)